# مایک موزر
مایک موزر (انگلیسی: Mike Moser؛ زادهٔ ۸ نوامبر ۱۹۹۰) بازیکن بسکتبال اهل ایالات متحده آمریکا است.

## حرفه
از باشگاه‌هایی که در آن بازی کرده‌است می‌توان به بسکتبال مردان یوسی‌ال‌ای برونز و بسکتبال مردان اورگن داکس اشاره کرد.